# Flughafen Jomsom

i7
i11
i13
Der Flughafen Jomsom (Nepali जोमसोम विमानस्थल, IATA-Code: JMO, ICAO-Code: VNJS) ist ein Flughafen in Jomsom, Nepal. Der Ort ist nur schwer über eine Schotterpiste zu erreichen.

## Lage
Aufgrund seiner Lage und der relativ kurzen Landebahn zählt der Flughafen zu den gefährlichsten der Welt. Der Flughafen ist von Achttausendern umgeben und befindet sich selbst in einer Höhe von 2.736 Metern. Die Strecke zwischen Jomsom und Pokhara führt zwischen Annapurna (8.091 m) und Dhaulagiri (8.167 m) durch das tiefe Tal des Kali Gandaki.

## Zwischenfälle
- Am 14. Mai 2012 starben 15 Personen bei einem Absturz eines zweimotorigen Flugzeuges vom Typ Dornier 228 der Fluggesellschaft Agni Air (Luftfahrzeugkennzeichen 9N-AIG).[2] Die Maschine war mit 21 Personen auf dem Flughafen Jomsom für einen Flug nach Pokhara gestartet und kehrte aufgrund technischer Probleme zum Flughafen um.[2] Beim Anflug prallte das Flugzeug gegen einen der umliegenden Berge (siehe auch Agni-Air-Flug AG-CHT).[2][3][4]

- Am 24. Februar 2016 stürzte eine de Havilland Canada DHC-6 Twin Otter (9N-AHH) auf dem Flug von Pokhara nach Jomsom bei Dana auf einem Berg ab, wobei alle 23 Insassen ums Leben kamen (siehe auch Tara-Air-Flug 193).[5]

- Am 16. Mai 2013 kam eine DHC-6-300 der Nepal Airlines (9N-ABO) auf dem Flug von Pokhara (Nepal) nach Jomsom während der Landung von der Landebahn ab und stürzte in den Kali Gandaki.[6] Pilot und Kopilot wurden schwer verletzt, eine Flugbegleiterin und die 19 Passagiere erlitten leichtere Verletzungen.

- Am 29. Mai 2022 verlor die Flugsicherung in Nepal kurz nach dem Start den Kontakt zu einer De Havilland Canada DHC-6 Twin Otter (9N-AET). Die zweimotorige Maschine der Tara Air befand sich mit 22 Menschen an Bord auf dem Weg von Pokhara zum Flughafen Jomsom. Der Flug sollte nur 15 Minuten dauern. Nach Angaben der Fluggesellschaft waren 19 Passagiere und drei Besatzungsmitglieder an Bord.[7] Alle Personen an Bord kamen dabei ums Leben (siehe auch Tara-Air-Flug 197).